# Hestra (Gislaveds kommun)
 For alternative betydninger, se Hestra. (Se også artikler, som begynder med Hestra)
Hestra er et byområde i Gislaveds kommun i Jönköpings län i Sverige og kyrkby i Norra Hestra socken i Småland.

## Bebyggelsen
I Hestra ligger Norra Hestra kyrka, en tømmerkirke fra 1750'erne. Nær kirken ligger Norra Hestra gamla skola.

## Forbindelser
Borås-Alvesta Järnväg, BAJ, passerer Hestra og var klar til brug i 1902. I 1925 åbnede sidelinjen Hestra-Gislaved. Trafikken mellem Gislaved og Hestra blev indstillet i 1962, og sporene blev fjernet i 1982. Ved Hestra station midt i bebyggelsen standser i dag "kyst til kyst-toget" Göteborg-Borås-Kalmar/Karlskrona.

## Erhvervsliv
De dominerende firmaer er Isaberg Rapid AB, VIDA Hestra AB og Hestra Inredningar. Nævnes bør også Hestra Handsken som i sin markedsføring benytter sig af de alpine kendisser Anja Pärson, Anna Ottosson, Maria Pietilä Holmner m.fl. Også Heab Hestra som designer og fremstiller tøjmærket Dahlin bør nævnes.

## Sport
Hestra ligger ved foden af bjerget og naturreservatet Isaberg med sine skibakker og sit velkendte udsigtstårn. Hestra/Isaberg er et velkendt fritidsområde også om sommeren, med golfbane (Isaberg GK), kano- og hytteudlejning.
Hestra Skid & Sportklubb (Hestra SSK) er med fem afdelinger og ca. 700 medlemmer (pr. 2009) den største forening i området.